# AS/400

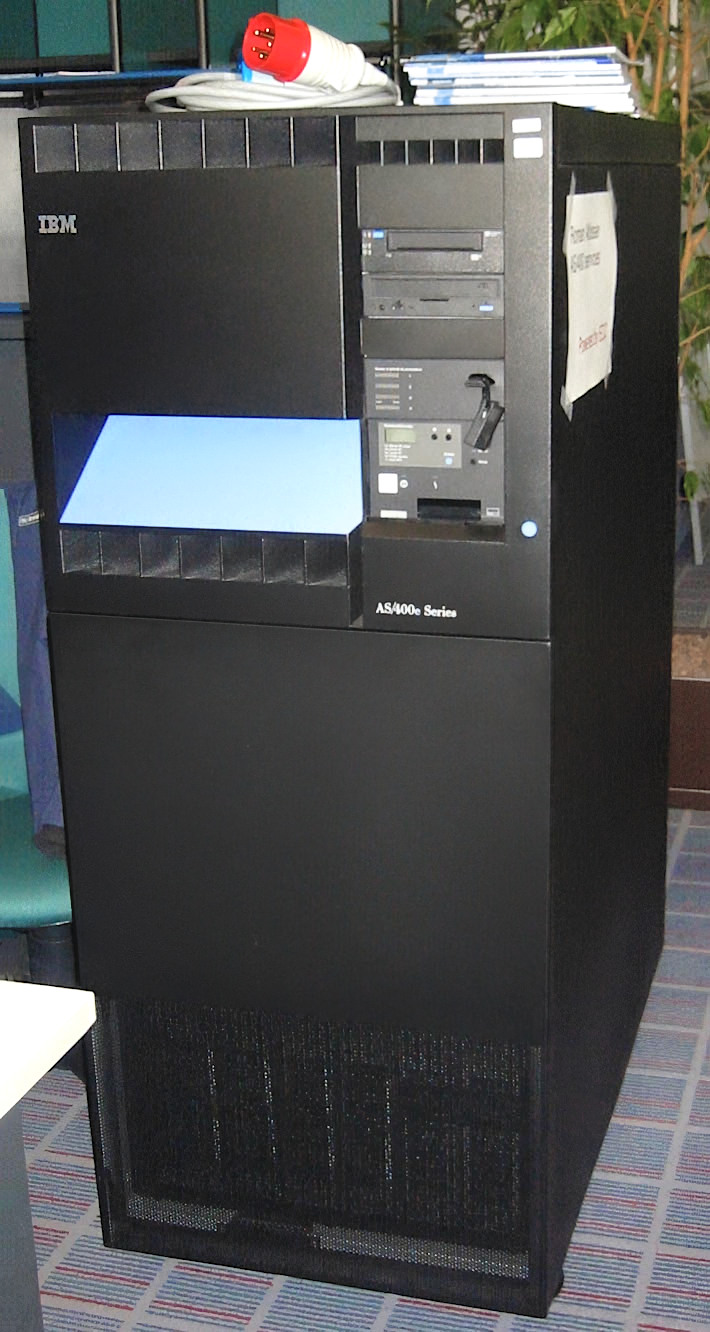
AS/400 640-es modell (1997 körül)

Az IBM AS/400, avagy Application System/400 – középkategóriájú, általános célú számítógépcsalád az IBM-től (1988).
Tervezésekor a cél olyan magas szintű rendszer létrehozása volt, mely még évtizedekig képes befogadni a műszaki újításokat. Ezért architektúrája 128 bitre van tervezve.
Igazán nagy fejlődést jelentett a számítástechnikában, mert struktúrája nem processzorközpontú, hanem alkalmazáscentrikus.
1988-ban jelentek meg első modelljei, melyek a korábban használt System/36, System/38 modellek teljes funkcionalitásával rendelkeztek. Dinamikus fejlesztéseknek köszönhetően évről évre jelentek meg az AS/400 család újabb tagjai (B, C, D, E, F, Advanced Series).
1995. június 21-én az AS/400 hetedik születésnapján jelent meg a PowerPC processzor alapú változat. Kora szinte első 64 bit alapú rendszere.
Az AS/400-at mint terméket többször is átnevezték, végül 2006-ban a System i elnevezést kapta.
További elnevezések:
- System i, I Series, I5, Ibm I.

## CPU-k az AS/400, iSeries, i5, Power rendszerekben
A System i5 IBM POWER CPU-kat használ. Ezek a CPU-kat az IBM fejlesztette és gyártotta. A POWER 4/5/5+ chipek 2 magot tartalmaznak. Ezekből Multi-Chip Module (MCM) is elérhető 2 változatban: vagy 2 CPU- (4 mag) vagy 4 CPU (8 mag) van 1 MCM-ben.
| CPU                 | Kiadás éve     | Órajel                                          | Szerver – modell |
| ------------------- | -------------- | ----------------------------------------------- | --- |
| Cobra (A10)         | 1995 óta       | 55 vagy 75 MHz                                  | 4xx, 5xx |
| Muskie (A25/A30)    | 1996           | 125 vagy 154 MHz                                | 53x |
| Apache (RS64) (A35) | 1997           | 125 MHz                                         | 6xx, 150 |
| NorthStar (RS64 II) | 1998           | 200, 255 vagy 262 MHz                           | 170, 250, 7xx, 650, S40, SB1 |
| Pulsar (RS64 III)   | 1999           | 450 MHz                                         | 270, 820 |
| IStar               | 2000           | 400, 500, 540 vagy 600 MHz                      | 820, 830, 840, SB2, SB3 |
| SStar (RS64 IV)     | 2001 óta       | 540, 600 vagy 750 MHz                           | 270, 800, 810, 820, 830, 840 |
| POWER4              | 2002 óta       | 1.3 GHz                                         | 890 |
| POWER4              | 2003           | 1.1 vagy 1.3 GHz                                | 825, 870 |
| POWER5              | 2005           | 1.5 vagy 1.65 GHz                               | i5-520; i5-550; i5-570; i5-595 |
| POWER5              | 2006 óta       | 1.9 GHz                                         | i5-595 |
| POWER5+             | 2006           | 1.9 GHz 2.2 GHz                                 | i5-520, i5-550, i5-515, i5-525, i5-570 |
| POWER6              | 2007           | 4.0 GHz 4.7 GHz                                 | BladeCenter JS22, JS12 i5-570 (MMA) M50, M25 & M15 |
| POWER6              | 2009. december | 3.5 GHz 3.8 GHz 4.0 GHz 4.2 GHz 4.4 GHz 5.0 GHz | BladeCenter JS12, JS22, JS23, JS43 Power 520, 550, 560, 570, 575, 595 |
| POWER7              | 2010           | 3.0 GHz 3.3 GHz 3.55 GHz                        | Power 710, 720, 730, 740, 750, 755, 770, 780 |
| POWER8              | 2013           | 2.5 GHz 5 Ghz                                   | IBM Power Systems S812L, IBM Power Systems S822, IBM Power Systems S822L, IBM Power Systems S814, IBM Power Systems S824, IBM Power Systems S824L, IBM ower Systems E850, IBM Power Systems E870, IBM Power Systems E880, IBM Firestone TYAN SP010GM2NR, TYAN Palmetto GN70-BP010, TYAN Habanero TN-71-BP012 Google Inspur Cirrascale RM4950 Zoom Netcom RedPower C210, C220 ChuangHe OP-1X Rackspace Barreleye |

## AS/400 modellek, iSeries, i5 rendszerek
| Modell                                                                    | Kiadás éve       | CPU családok                 | Alap – CPW     |
| ------------------------------------------------------------------------- | ---------------- | ---------------------------- | -------------- |
| B10, B20, B30, B35, B40, B45, B50, B60, B70                               | 1988, 1989       | P10, P20                     | 2,9 – 20       |
| C04, C06, C10, C20, C25                                                   | 1990             | P10                          | 3,1 – 6,1      |
| D02, D04, D06, D10, D20, D25, D35, D45, D50, D60, D70, D80                | 1991             | P10, P20, P30                | 3,8 – 56,6     |
| E02, E04, E06, E10, E20, E25, E35, E45, E50, E60, E70, E80, E90, E95      | 1992             | P10, P20, P30, P40           | 4,5 – 116,6    |
| F02, F04, F06, F10, F20, F25, F35, F45, F50, F60, F70, F80, F90, F95, F97 | 1993             | P05, P10, P20, P30, P40      | 5,5 – 177,4    |
| P01, P02, P03                                                             | 1993, 1994, 1995 | P05                          | 7,3 – 16,8     |
| 150                                                                       | 1996             | P05                          | 10,9 – 35,0    |
| S10, S20, S30, S40                                                        | 1997             | P05, P10, P20, P30, P40, P50 | 45,4 – 4550    |
| SB1, SB2, SB3                                                             | 1997, 2000       | P30, P40                     | 1794 – 16500   |
| 10S, 100, 135, 140                                                        | 1995, 1993       | P05, P10, P20                | 17,1 – 65,6    |
| 170                                                                       | 1998             | P05, P10, P20,               | 30 – 1090      |
| 200, 20S, 236                                                             | 1994             | P05, P10                     | 7,3 – 17,1     |
| 250                                                                       | 2000             | P05                          | 50 – 75        |
| 270                                                                       | 2000             | P05, P10, P20                | 50 – 2350      |
| 300, 30S, 310                                                             | 1994             | P10, P20, P30, P40           | 11,6 – 177,4   |
| 400, 40S, 436                                                             | 1995             | P05, P10                     | 13,8 – 91,0    |
| 500, 50S, 510, 530, 53S                                                   | 1995             | P10, P20, P30, P40           | 18,7 – 650     |
| 600, 620, 640, 650                                                        | 1997             | P05, P10, P20, P30, P40, P50 | 22,7 – 4550    |
| 720                                                                       | 1999             | P10, P20, P30                | 240 – 1600     |
| 730                                                                       | 1999             | P20, P30, P40                | 560 – 2890     |
| 740                                                                       | 1999             | P40, P50                     | 3660 – 4550    |
| 800                                                                       | 2003             | P05, P10                     | 300 – 950      |
| 810                                                                       | 2003             | P10, P20                     | 750 – 2700     |
| 820                                                                       | 2000, 2001       | P05, P10, P20, P30, P40      | 100 – 3700     |
| 825                                                                       | 2003             | P30                          | 3600 – 6600    |
| 830                                                                       | 2000, 2002       | P20, P30, P40, P50           | 1850 – 7350    |
| 840                                                                       | 2000,2001,2002   | P40, P50                     | 10000 – 20200  |
| 870                                                                       | 2002             | P40, P50                     | 7700 – 20000   |
| 890                                                                       | 2002             | P50, P60                     | 20000 – 37400  |
| 520                                                                       | 2004 – 2006      | P05, P10, P20                | 500 – 7100     |
| 550                                                                       | 2004 – 2006      | P20                          | 3300 – 14000   |
| 570                                                                       | 2004 – 2006      | P30, P40                     | 3300 – 58500   |
| 595                                                                       | 2004 – 2006      | P50, P60                     | 24500 – 216000 |
| 515                                                                       | 2007             | P05                          | 3800 – 7100    |
| 525                                                                       | 2007             | P10                          | 3800 – 7100    |
| 570                                                                       | 2007             | P40                          | 16700 – 58500  |
| MMA (9406)                                                                | 2007             | P30                          | 5500 – 76900   |
| M15                                                                       | 2008             | P05                          | 4300           |
| M25                                                                       | 2008             | P10                          | 4300 – 8300    |
| M50                                                                       | 2008             | P20                          | 4800 – 18000   |
| MMA                                                                       | 2008             | P30                          | 8150 – 76900   |
| JS12                                                                      | 2008             | P05                          | 7100           |
| JS22                                                                      | 2008             | P10                          | 13800          |
| JS23                                                                      | 2008             |                              |                |
| JS43                                                                      | 2008             |                              |                |
| 570 (9117)                                                                | 2008             | P30                          | 104800         |
| 595 (9119)                                                                | 2008             | P60                          | 294700         |

## Lásd még
- OS/400, I5/OS, DB2, CL, RPGII, RPG/400, RPG/LE, RPG/ILE, FREE RPG, IBM Personal Communicator, TN5250, továbbá: RPG programozási nyelv